# Mosquée An Nour d'Amiens
La mosquée An Nour est un édifice religieux musulman situé dans le centre-ville d'Amiens dans le département de la Somme .

## Situation
La mosquée est située 2 boulevard du Port, au croisement de la rue de la Hotoie et du boulevard.

## Histoire
La mosquée An Nour (Lumière) est le premier lieu de culte musulman officiel de la ville d'Amiens, il a vu le jour à la fin des années 1970. La mosquée est installée dans un bâtiment de la fin du XIXe siècle aménagé pour servir de lieu de culte. Il vient d'être agrandi pour accueillir l'Institut des Lumières consacré à l'histoire et la culture du monde arabo-musulman.